# Russell Henshaw
Russell Henshaw (conocido como Russ Henshaw; Campbelltown, 7 de junio de 1990) es un deportista australiano que compitió en esquí acrobático, especialista en la prueba de slopestyle.
Ganó dos medallas en el Campeonato Mundial de Esquí Acrobático, plata en 2015 y bronce en 2011. Adicionalmente, consiguió una medalla de plata en los X Games de Invierno.
Participó en dos Juegos Olímpicos de Invierno, en los años 2014 y 2014, ocupando el octavo lugar en Sochi 2014, en el slopestyle.

## Medallero internacional
| Campeonato Mundial | Campeonato Mundial           | Campeonato Mundial | Campeonato Mundial |
| Año                | Lugar                        | Medalla            | Prueba             |
| ------------------ | ---------------------------- | ------------------ | ------------------ |
| 2011               | Deer Valley (Estados Unidos) | Medalla de bronce  | Slopestyle         |
| 2015               | Kreischberg (Austria)        | Medalla de plata   | Slopestyle         |

| X Games de Invierno | X Games de Invierno    | X Games de Invierno | X Games de Invierno |
| Año                 | Lugar                  | Medalla             | Prueba              |
| ------------------- | ---------------------- | ------------------- | ------------------- |
| 2011                | Aspen (Estados Unidos) | Medalla de plata    | Slopestyle          |